# 2058年6月6日月食

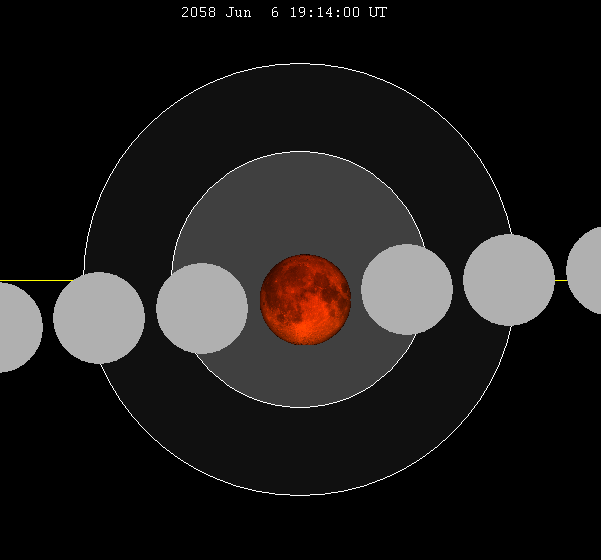
月球由西向東(由右至左)橫跨地球的本影，以一小時的間隔標示一次位置。

2058年6月6日的月全食，月球中心將會以通過地影的中心。

## 可見地區

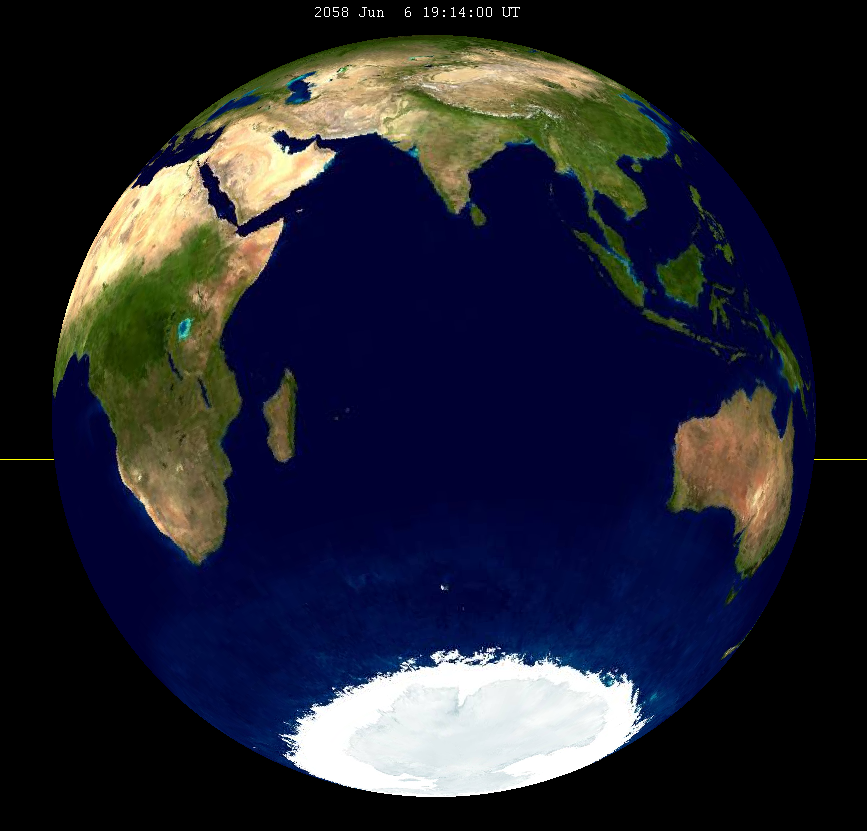
食甚時可以看見月球的地球半球。

## 有相關性的月食

### 食年序列
| 降交點 | 降交點        | 降交點   |     | 升交點         | 升交點   | 升交點 |
| 111    | 2056年6月27日 | 半影月食 | 116 | 2056年12月22日 | 半影月食 |        |
| 121    | 2057年6月17日 | 月偏食   | 126 | 2057年12月11日 | 月偏食   |        |
| 131    | 2058年6月6日  | 月全食   | 136 | 2058年11月30日 | 月全食   |        |
| 141    | 2059年5月27日 | 月偏食   | 146 | 2059年11月19日 | 月偏食   |        |
|        |               |          | 156 | 2060年11月8日  | 半影月食 |        |

### 沙羅序列
月食的131沙羅序列有72次月食。
這個序列始於AD1427年，在月球接近降交點時，從地球影子的南側邊緣開始第一次的月偏食。每個連續的沙羅週期，相對於地影的月球軌道路徑在地影內逐次北移，在1950年發生第一次的月全食。在後續的252年中都將發生月全食，預測最接近地影中心的食將發生在2078年。在這之後，第一次的月偏食預測將發生在2220年，而最後一次的月偏食將出現在2707年。第131月球沙羅序列的生命其長度為1280年。
由於沙羅週期的尾數是1/3天，因此每次能看見月食的地區都不固定。因為131序列在1950年第一次月全食的時甚的時刻是20:44UT，因此可以見到的最佳地區是歐洲東部和中東。序列中下一次的月全食會延後約8小時，因此食甚發生在4:47UT，最佳的觀測地點位於北美洲和南美洲。第三次的月全食那一天，食甚的時間又比第二次再延後約8小時，成為12:43UT，因此最佳的觀測地點是西太平洋、亞洲東部、澳洲和紐西蘭。可見地區的變化，從週期的開始到結束呈現周期性的重複，但每次均有微小的改變。
| 最大的食                                               | 第一次        | 第一次        | 第一次       | 第一次        |
| ------------------------------------------------------ | ------------- | ------------- | ------------ | ------------- |
| 全食時間最長的一次月全食在2094年6月28日，至少有102分鐘 | 半影食        | 偏食          | 全食         | 中心          |
| 全食時間最長的一次月全食在2094年6月28日，至少有102分鐘 | 1427年5月10日 | 1553年7月25日 | 1950年4月2日 | 2022年5月16日 |
| 全食時間最長的一次月全食在2094年6月28日，至少有102分鐘 | 最後一次      |               |              |               |
| 全食時間最長的一次月全食在2094年6月28日，至少有102分鐘 | 中心          | 全食          | 偏食         | 半影食        |
| 全食時間最長的一次月全食在2094年6月28日，至少有102分鐘 | 2148年7月31日 | 2202年9月3日  | 2563年4月9日 | 2707年7月7日  |

| 1914年3月12日 | 1914年3月12日 | 1932年3月22日 | 1932年3月22日 | 1950年4月2日 | 1950年4月2日 |
|               |               |               |               |              |              |
|               |               |               |               |              |              |
| 1968年4月13日 | 1968年4月13日 | 1986年4月24日 | 1986年4月24日 | 2004年5月4日 | 2004年5月4日 |
|               |               |               |               |              |              |
|               |               |               |               |              |              |
| 2022年5月16日 | 2022年5月16日 | 2040年5月26日 | 2040年5月26日 | 2058年6月6日 | 2058年6月6日 |
|               |               |               |               |              |              |
|               |               |               |               |              |              |
| 2076年6月17日 | 2076年6月17日 | 2094年6月28日 | 2094年6月28日 |              |              |
|               |               |               |               |              |              |

### Tritos 序列
Tritos序列為每11年又少31天食在升降交點輪替重現週期的集合，並且在沙羅序列中的序號是遞增的。
在1905年8月15日至2091年3月5日之間，這個序列發生了16次的月全食和2次月偏食。
| 降交點 | 降交點            | 降交點 |      | 升交點            | 升交點 | 升交點 |
| 沙羅   | 見食日期 與地區圖 | 食像圖 | 沙羅 | 見食日期 與地區圖 | 食像圖 |        |
| ------ | ----------------- | ------ | ---- | ----------------- | ------ | ------ |
| 117    | 1905年8月15日     | 月偏食 | 118  | 1916年7月15日     | 月偏食 |        |
| 119    | 1927年6月15日     | 月全食 | 120  | 1938年5月14日     | 月全食 |        |
| 121    | 1949年4月13日     | 月全食 | 122  | 1960年3月13日     | 月全食 |        |
| 123    | 1971年2月10日     | 月全食 | 124  | 1982年1月9日      | 月全食 |        |
| 125    | 1992年12月9日     | 月全食 | 126  | 2003年11月9日     | 月全食 |        |
| 127    | 2014年10月8日     | 月全食 | 128  | 2025年9月7日      | 月全食 |        |
| 129    | 2036年8月7日      | 月全食 | 130  | 2047年7月7日      | 月全食 |        |
| 131    | 2058年6月6日      | 月全食 | 132  | 2069年5月6日      | 月全食 |        |
| 133    | 2080年4月4日      | 月全食 | 134  | 2091年3月5日      | 月全食 |        |

### 依內克斯序列
依內克斯序列是比29年短20天的日月食重複週期，相當於10571.95天。這個周期等同於358個朔望月和388.5個交點月。新接續的沙羅序列在經歷一個依內克斯事件之後，新的序列將在交替的交點上開啟。
這個週期也相當於383.6734近點月（月球橢圓軌道的進動週期），所以每經歷三個依內克斯事件，月食就會在球橢圓軌道的相同位置上發生。
在AD1000至2500年，屬於這個序列上的所有中心月全食列表如下：
| 降交點 | 降交點         | 升交點 | 升交點         | 降交點 | 降交點         | 升交點 | 升交點         |
| 沙羅   | 日期           | 沙羅   | 日期           | 沙羅   | 日期           | 沙羅   | 日期           |
| ------ | -------------- | ------ | -------------- | ------ | -------------- | ------ | -------------- |
| 95     | 1016年5月24日  | 96     | 1045年5月3日   | 97     | 1074年4月14日  | 98     | 1103年3月25日  |
| 99     | 1132年3月3日   | 100    | 1161年2月12日  | 101    | 1190年1月23日  | 102    | 1219年1月2日   |
| 103    | 1247年12月13日 | 104    | 1276年11月23日 | 105    | 1305年11月2日  | 106    | 1334年10月13日 |
| 107    | 1363年9月23日  | 108    | 1392年9月2日   | 109    | 1421年8月13日  | 110    | 1450年7月24日  |
| 111    | 1479年7月4日   | 112    | 1509年6月13日  | 113    | 1537年5月24日  | 114    | 1566年5月4日   |
| 115    | 1595年4月24日  | 116    | 1624年4月3日   | 117    | 1653年3月14日  | 118    | 1682年2月21日  |
| 119    | 1711年2月3日   | 120    | 1740年1月13日  | 121    | 1768年12月23日 | 122    | 1797年12月4日  |
| 123    | 1826年11月14日 | 124    | 1855年10月25日 | 125    | 1884年10月4日  | 126    | 1913年9月15日  |
| 127    | 1942年8月26日  | 128    | 1971年8月6日   | 129    | 2000年7月16日  | 130    | 2029年6月26日  |
| 131    | 2058年6月6日   | 132    | 2087年5月17日  | 133    | 2116年4月27日  | 134    | 2145年4月7日   |
| 135    | 2174年3月18日  | 136    | 2203年2月26日  | 137    | 2232年2月7日   | 138    | 2261年1月17日  |
| 139    | 2289年12月27日 | 140    | 2318年12月9日  | 141    | 2347年11月19日 | 142    | 2376年10月28日 |
| 143    | 2405年10月8日  | 144    | 2434年9月18日  | 145    | 2463年8月29日  | 146    | 2492年8月8日   |

## 註解
1. ↑  . Moon Blink.   [2022-06-14].

## 外部連結
- 2058 Jun 06 chart Eclipse Predictions by Fred Espenak, NASA/GSFC